# Citocromo c

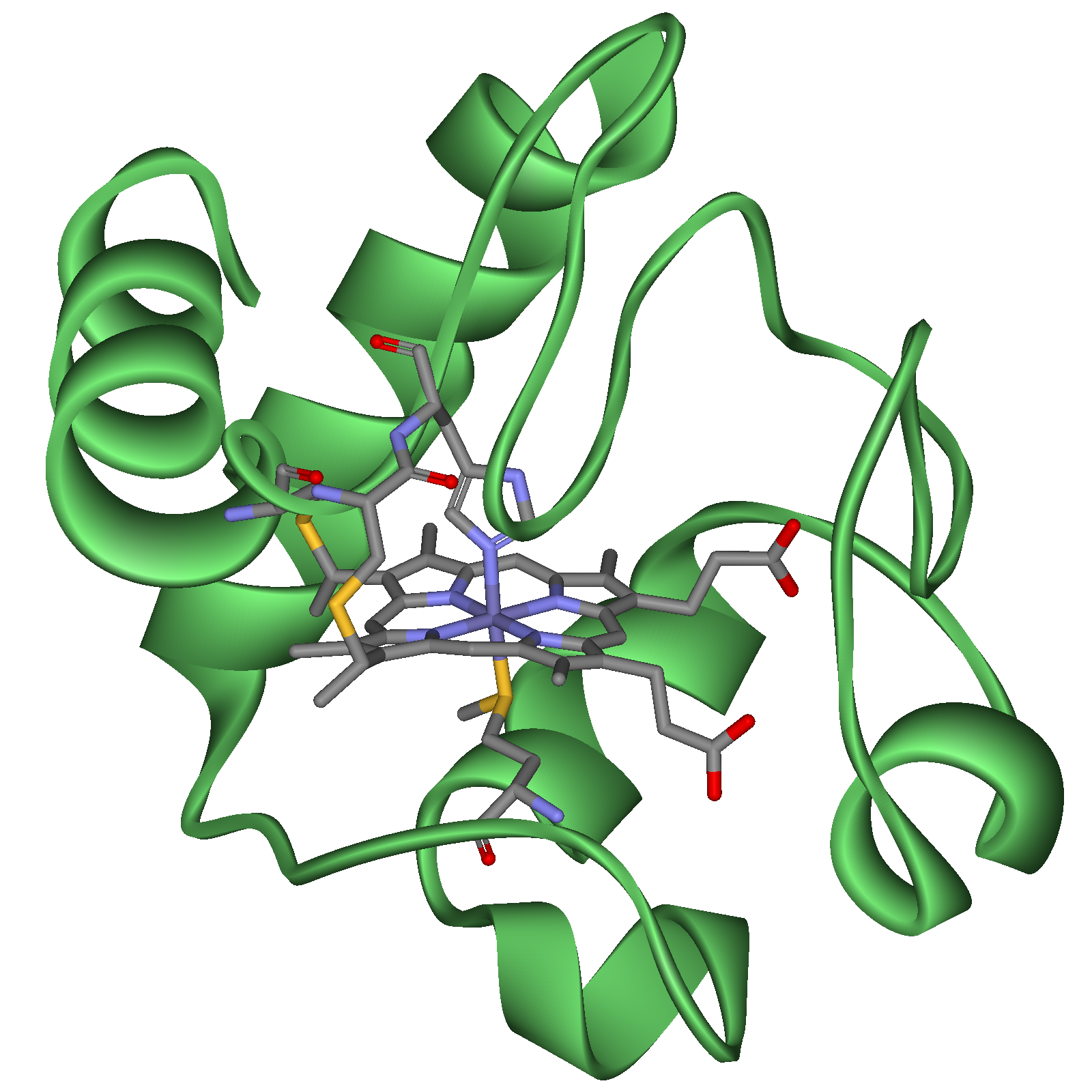

O citocromo c é uma pequena proteína heme que está associada à membrana interna da mitocôndria. É uma proteína solúvel, ao contrário de outros citocromos, e é um componente essencial da cadeia transportadora de elétrons. É capaz de realizar oxidações e reduções, mas não se liga a oxigênio. Transfere elétrons entre o complexo coenzima Q-citocromo c redutase e a citocromo c oxidase.
Proteína sequenciada em 33 espécies de animais, plantas e fungos. A informação proveniente dessa análise é utilizada para determinar relações evolutivas entre espécies.